# Дорошко, Майя Александровна
Майя Александровна Дорошко (23 апреля 1999, Москва, Россия) — российская спортсменка, выступающая в синхронном плавании, 2-кратная чемпионка мира.

## Карьера
Родилась и живет в Москве.
Воспитанница физкультурно-спортивного объединения «Юность Москвы».
Первый тренер — Никонова Р. Б.
Личный тренер — Грызунова Е. А., Воронова Е. В.
В 2019 году на чемпионате мира в Кванджу стала двукратной чемпионкой мира в группе.
В 2019 году поступила на заочное отделение магистратуры Российского государственного университета физической культуры, спорта, молодёжи и туризма.

## Награды и звания
- Заслуженный мастер спорта России. (от 03 марта 2020 г. № 16 нг)